# Candelaria (Cuba)
Candelaria é um município de Cuba pertencente à província de Artemisa.